# Erlebnispark Anderswelt
Koordinaten: 48° 53′ 0″ N, 15° 7′ 0″ O
Die Anderswelt in der Stadtgemeinde Heidenreichstein war der erste Themenpark Österreichs und Europas mit einer authentischen Geschichte über das Waldviertel.

## Kurzbeschreibung
Der Erlebnispark Anderswelt wurde am 24. März 2002 eröffnet und im Herbst 2004 mangels ausreichender Besucher wieder geschlossen. Insgesamt haben in diesem Zeitraum rund 108.000 zahlende Personen den Freizeitpark besucht.
Unter den im Jahr 2004 in Österreich bestehenden und geplanten Themenparks befasste sich einzig die Anderswelt mit der Keltenthematik sowie mit der Mystik und den Phänomenen des Waldviertels.
Bereits 2001 musste der ursprünglich nach der keltischen Erdgöttin Ana gewählte Name Ana-Park aus urheberrechtlichen Gründen geändert werden, weil die international tätige japanische Hotelkette bzw. Fluggesellschaft Ana mit einer Klage drohte.

## Gründung
Die Initiative zur Schaffung eines regionaltouristischen Highlights ging von der Stadtgemeinde Heidenreichstein aus.
Die Betreibergesellschaft, die Anderswelt Errichtungs- und Betriebsgesellschaft m.b.H., Heidenreichstein, gehörte zur Hälfte der Stadtgemeinde Heidenreichstein und zur Hälfte mehreren örtlichen Unternehmern. Geschäftsführer waren zunächst Oliver Rath und danach Thomas Hetzendorfer. Die Besucherpotentialanalyse ging von einem kreisrunden, 100 Kilometer großen Einzugsgebiet aus, wobei man auf die Berücksichtigung von Verkehrswegen, Grenzen sowie anderer Kriterien, die das Einzugsgebiet beeinflussen, verzichtete. Somit ergab sich in Österreich und Tschechien eine höchst optimistische Gesamtsumme von 5 Millionen Personen innerhalb des Einzugsgebietes.
Die Anderswelt wurde im März 2002 eröffnet und sollte ein touristischer Höhepunkt im oberen Waldviertel werden. Die Förderstellen des Landes Niederösterreich erwarteten sich Impulse für den Tourismus im Waldviertel.
Für die künstlerische Gestaltung des Eröffnungsfestes wurde Alf Krauliz gewonnen. Er inszenierte im Juni 2002 ein Fest des Feuers mit Feuerartisten, Tänzern und Musikern (Zabine, Deishovida, Bernhard Egger Blues Band u. v. a.).

## Gebäude und Landschaftsgestaltung
Der Erlebnispark wurde nach Entwürfen von Architekt Gerhard Macho aus Gmünd und nach Ideen der Explore Erlebnisproduktionen GmbH, Wien, von 2000 bis 2002 im Wesentlichen mit öffentlichen Geldern um rund 75 Millionen ATS (ca. € 5,5 Mio.) errichtet.
Die Architektur des Gebäudes orientiert sich bewusst an der Ästhetik von Kultstätten und Tempelanlagen. Es ist ein scheibenförmiges Gebäude, halb im Wasser, halb am Land.
Ein Blick aus der Luft auf das Areal zeigt seltsame Oberflächenstrukturen. In einem von einem Erdwall umgebenen Feld steht im Zentrum ein zylinderförmiges Bauwerk, eingebettet in eine schnurgerade Bahn, die exakt Ost-West ausgerichtet ist. Am östlichen Ende der Bahn befindet sich eine Rune – das Wahrzeichen der Anderswelt. Nordöstlich des Zylinders ist ein Rabe zu sehen, etwas südlich davon eine Schlange, die aus einem Wasserkörper kriecht, dessen Form eindeutig embryonale Züge trägt. Zwischen Rabe und Zylinder ist noch ein weiteres merkwürdig labyrinthartiges Gebilde zu sehen. Um das Feld verläuft ein ovales Band, das, setzt man es mit der fünfeckigen Struktur in Beziehung, an ein kleines Krebschen aus den Gewässern des Nordwalds erinnert.

## Thema, Freizeiteinrichtungen
Es handelte es sich um einen multimedialen und interaktiven Themenpark, der die Geschichte zweier im Waldviertel verschwundener Naturwissenschaftler aufgriff und sie für den Besucher im Rahmen einer Inszenierung erlebbar machte. Die für die Region typischen Phänomene wie beispielsweise das Hochmoor, Irrlichter und granitene Tempel wurden in die Gestaltung mit eingebunden und damit ein starker regionaler Bezug erzeugt. Gezeigt und erzählt wurde eine mystische Geschichte aus der Zeit der Kelten.
Die Anderswelt war ein In- und Outdoor-Erlebnispark auf einem 5,6 Hektar großen, der Stadtgemeinde Heidenreichstein gehörenden Areal mit einem etwa ein Hektar großen Badeteich samt Liegewiese, einer Beachvolleyball- und Skateranlage samt Funpark sowie einem Kräuter- und Obstgarten mit alten traditionellen Sorten. Die eigentliche Erlebniswelt umfasste nur etwa 900 m², die sich zum Teil unter der Erd- und Wasseroberfläche befanden. Ein angeschlossener Shop beanspruchte etwa 110 m². Der größte Teil der Anlage war die Außenanlage, die frei zugänglich war.

## Marketing, Besucherzahlen, Insolvenz
Marketingmaßnahmen umfassten auch Fernsehfilme in den regionalen ARD-Programmen. Man rechnete mit 120.000 Besuchern pro Jahr, gekommen sind im Jahr 2002 55.000, 2003 30.000 und 2004 23.000, das waren insgesamt in drei Jahren nur 108.000 zahlende Besucher. Angesichts der rückläufigen Tendenz war die Schließung nicht zu vermeiden.
Das auf Grund der Rückforderung von Fördergeldern 2006 eröffnete Insolvenzverfahren über die Betreiberfirma wurde 2007 abgewickelt und 2009 beendet. Das Budget der Stadtgemeinde Heidenreichstein wird trotz der abgeschlossenen Insolvenz durch die übernommene Haftung auf Jahre mit jährlich € 250.000 belastet.

## Avalon-Anderswelt
2006 hatte der bereits seit 1992 bestehende und in Allentsteig und Krems aktive Jugend- und Kulturverein Avalon das Restaurant und das Freigelände gepachtet und nach eigenen Angaben das größte ganzjährig geöffnete Jugendkulturgelände Österreichs eröffnet. Es wurden Konzert- und Partyveranstaltungen durchgeführt. Um die Verwertungsbemühungen für das Areal nicht zu erschweren, wurde der für ein Jahr abgeschlossene Pachtvertrag von der Stadtgemeinde Heidenreichstein nicht verlängert.
Am 19. Oktober 2006 fand zum Abschluss des neu gegründeten Literaturfestivals Literatur im Nebel eine Festveranstaltung in der Avalon-Anderswelt statt. Es spielten Nim Sofyan, die Gewinner des Austrian World Music Awards 2004.

## Nach dem Ende der Anderswelt
2012 wurde auf dem 2008 an die Firma Käsemacher, Waidhofen an der Thaya, veräußerten Areal die Eröffnung einer mit € 6,2 Mio. Investitionssumme geplanten Käseerlebniswelt einschließlich einer Produktionsstätte eröffnet, die jährlich 60.000 Besucher in die Region bringen soll.